# Släpp deckarna loss, det är mord
Släpp deckarna loss, det är mord (engelska: Murder by Death) är en deckarfilmsparodi av Neil Simon från 1976 i regi av Robert Moore, med manus av Simon. Filmen driver med deckar-genren och Agatha Christie-filmer. I huvudrollerna ses kända skådespelare som Peter Sellers, David Niven, Eileen Brennan, Peter Falk, Alec Guiness och Maggie Smith. I ett sällsynt framträdande framför kameran syns även författaren Truman Capote.

## Handling
Den excentriske miljonären Lionel Twain, som bor i ett avsides hus med sin blinde butler, samt den för tillställningen inhyrda döva hushållerska, bjuder in de fem största levande detektiverna, alla pastischer på existerande fiktiva detektiver: 
- Den kinesiske detektiven Sidney Wang (Peter Sellers) - Charlie Chan från böckerna av Earl Derr Biggers och filmerna om denne
- De sofistikerade Dick and Dora Charleston (David Niven och Maggie Smith) - Nick och Nora Charles från Den gäckande skuggan-filmserien
- Belgaren Milo Perrier (James Coco) - Hercule Poirot, Agatha Christies elegante privatdetektiv
- Den hårdkokte Sam Diamond (Peter Falk) - Sam Spade, Dashiell Hammetts hårdkokte karaktär från Riddarfalken från Malta. I sällskap har han sin sekreterare Tess Skeffington (Eileen Brennan), vars namn anspelar på Spades sekreterare Effie Perine.
- Den robusta damen Jessica Marbles (Elsa Lanchester) - Miss Marple, Agatha Christies nyfikna och sluga amatördetektiv

Twain ger dem alla (och deras medhjälpare) en utmaning: lös det mord som ska ske på slaget midnatt och bli den störste detektiven genom tiderna - och en miljon rikare. Vem är det som kommer att mördas? Och vem av gästerna är mördaren? De fem detektiverna möter ledtråd efter ledtråd medan de under nattens gång utforskar det mystiska huset. När helgen är över presenterar de fem detektiverna sina olika teorier.

## Om filmen
Filmen inleds med illustrationer av Charles Addams.
Det finns ett antal bortklippta scener, varav några inkluderades i DVD-versionen. En scen med en sjätte detektiv i deerstalker som kommer när helgen är över finns dock inte ens med där, eftersom filmbolaget var rädda för att inkräkta på rättigheterna till Sherlock Holmes.
Den svenska titelöversättningen syftar på Hasse och Tages film Släpp fångarne loss – det är vår!, som kom året innan.

## Rollista i urval
- Eileen Brennan - Tess Skeffington
- Truman Capote - Lionel Twain
- James Coco - Milo Perrier
- Peter Falk - Sam Diamond
- Alec Guinness - butlern Bensonmum
- Elsa Lanchester - Jessica Marbles
- David Niven - Dick Charleston
- Peter Sellers - Sidney Wang
- Maggie Smith - Dora Charleston
- Nancy Walker - hushållerska
- Estelle Winwood - sköterska
- James Cromwell - Marcel
- Richard Narita - Willie Wang